# Nœud hongrois

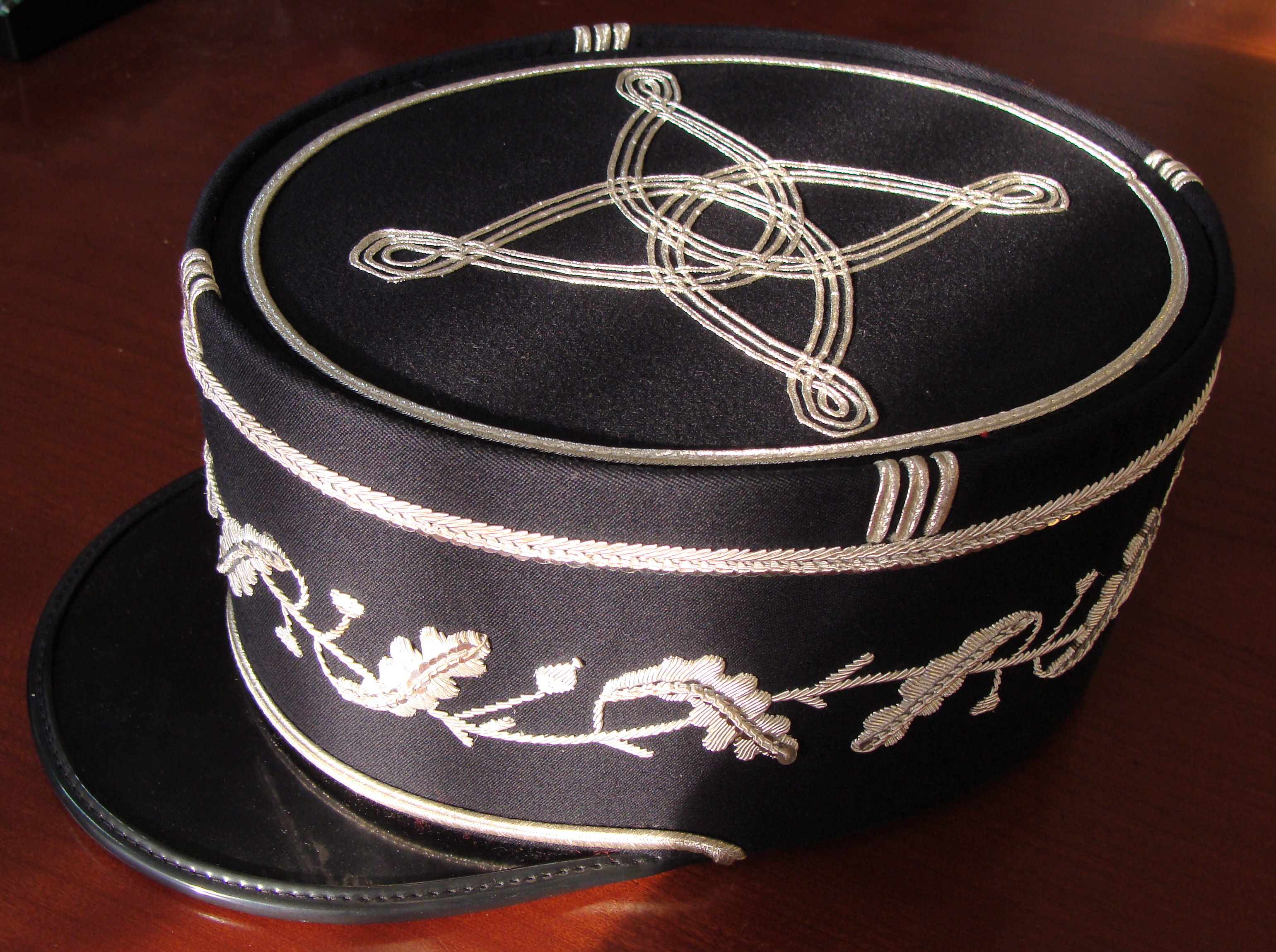
Képi de commissaire de police orné d'un nœud hongrois cruciforme

Le nœud hongrois (vitézkötés), aussi appelé nœud autrichien à l’étranger, est une conception élaborée par un cordon torsadé et portée sur un uniforme militaire. Ce nœud se trouve habituellement sur la manche inférieure ou sur le sommet d’un képi.
Cette distinction est généralement portée par les officiers, la principale exception concerne les hussards qui le portent pour tous les grades.

## Histoire

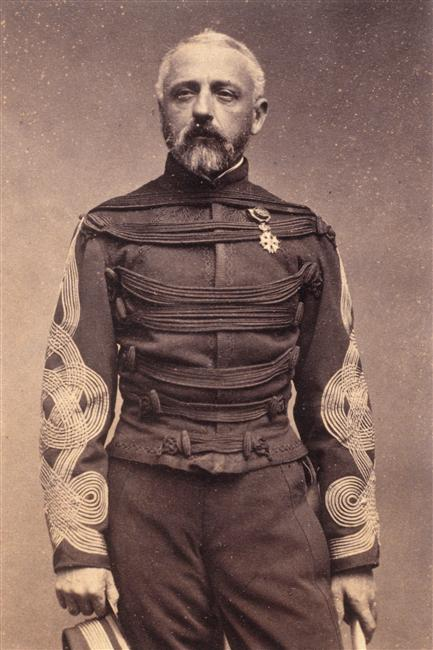
Portrait du général Félix Douay portant des nœuds hongrois sur ses manches

D’origine hongroise, les vitézkötés (en français « nœud de guerrier ») ont évolué comme un indicateur de rang parmi les hussards de l’armée hongroise et sont devenus une partie de la tenue noble hongroise depuis le XVIe siècle. Plus tard, ce nœud a été repris par les régiments de hussards créés dans d’autres pays, souvent par des nobles hongrois comme Ladislas Ignace de Bercheny.
Au XVIIIe siècle, l’armée autrichienne, puis austro-hongroise, refuse d’utiliser  les épaulettes en raison de leur origine française. Dans les régiments de hussards, les grades sont alors indiqués par des cordons d’or tressés sur la manche, le nombre de cordons d’or représentant l’ancienneté de l’officier. D’autres branches de l’armée autrichienne utilisaient un système de ceintures et d’étoiles de col pour indiquer le grade.
Le nœud hongrois apparaît rapidement comme signe distinctif des régiments de hussards dans de nombreux pays mais son usage ne s’étend qu’à la fin du XIXe siècle. Les armées française, puis hollandaise, roumaine, japonaise, turque, et plusieurs armées latino-américaines adoptent cet insigne pour distinguer les grades d’officiers. Les officiers britanniques de la plupart des régiments portent des nœuds hongrois d’un motif simplifié en galon d’or sur les poignets de leur grand uniforme jusque 1914.
Après la Première Guerre mondiale, les insignes de grades facilement visibles comme les nœuds hongrois sont largement abandonnés sauf dans l’armée française. Les officiers français des régiments d’Afrique du Nord tels que les zouaves et les tirailleurs algériens continuent de porter ce nœud en galon d’or sur les manches de leur grand uniforme jusque 1939.

## Usage en France

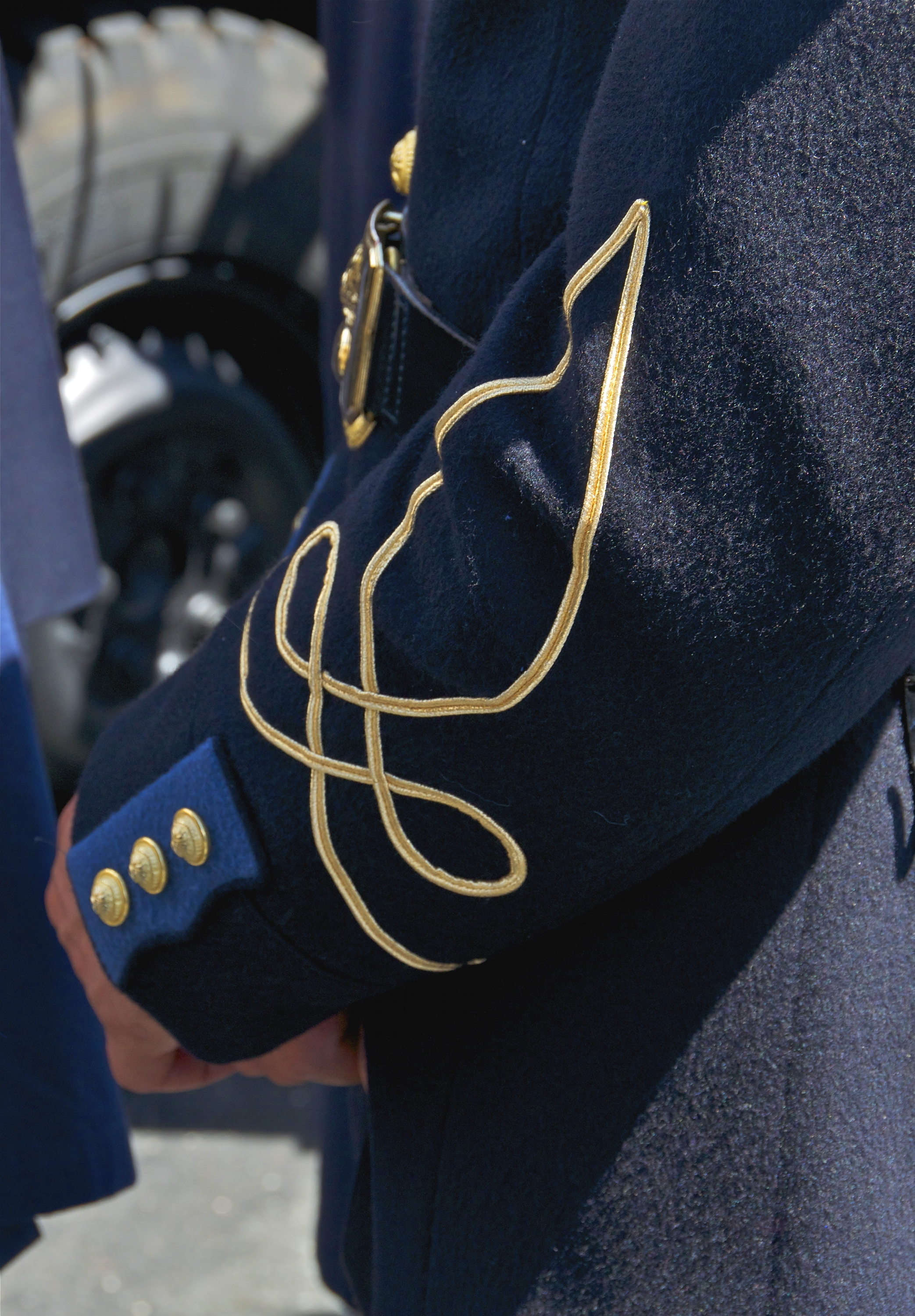
Nœud hongrois ESM Saint-Cyr Coëtquidan

Dans l’armée française, les officiers portent un nœud hongrois en forme de croix sur le calot (sommet) de leur képi. Cet ornement appelé « croix du commandement » est le symbole de la charge du commandement militaire.
Un nœud hongrois est également présent sur les manches de certains uniformes de parade en France comme le grand uniforme des élèves-officiers de l'école spéciale militaire de Saint-Cyr.

## Usage aux États-Unis
Pendant la guerre de Sécession, les officiers confédérés portaient souvent des nœuds hongrois dorés sur leurs uniformes, des tresses plus élaborées indiquant un grade plus élevé. Ce type d’insigne était porté par les officiers de l’U.S. Army sur les manches des uniformes bleus jusqu’en 1917. Il est présent sur l’uniforme de réception bleu des officiers adopté en 1937 et toujours porté aujourd’hui.